# (2883) Barabashov
(2883) Barabashov ist ein Asteroid des Hauptgürtels. Er wurde am 13. September 1978 von dem russischen Astronom N. S. Tschernych am Krim-Observatorium in Nautschnyj, Ukrainische SSR (IAU-Code 095) entdeckt.
Der Asteroid wurde nach dem ukrainisch-sowjetischen Astronomen Mykola Barabaschow benannt.